# Pisian
Pisian, ook wel Pitean of Pichan, is een dorp en eiland in het bestuursressort Sarakreek in de zuidelijke helft van het district Brokopondo in Suriname. Het ligt aan de zuidelijke oever, aan de Sarakreekarm, van het Brokopondostuwmeer.
Dorpen in de omgeving zijn Lebidotie en Bakoe. In Lebidotie ligt ook het dichtstbijzijnde gezondheidscentrum van de Medische Zending.
In het dorp wonen, zoals in de twee buurdorpen, vooral Aukaners. Het dorp werd in 1963 opgericht op het hoogstgelegen punt van Sarakreek door inwoners uit het gebied aan de oevers van de Sarakreek waar het stuwmeer werd aangelegd.
Tijdens de overstromingen van 2022 luidden de inwoners de noodklok, omdat de hun eilanden onder water dreigden te lopen. Ook was er geen andere mogelijkheid meer dan het vervuilde water uit het meer te drinken.